# 第16回TV LIFE年度日劇大賞
第15回 ← 第16回 → 第17回
第16回TV LIFE年度日劇大賞是針對2006年播出的連續劇做出的觀眾投票。
本屆獲獎最多的劇集是富士電視台的《我的人生路》，共獲4獎。
除了最佳男、女主角、最佳男配角及最佳劇本，所有獎項均有相同票數情況出現，故有兩位入圍者並列同一排名位置。
個人方面，草彅剛第二度獲頒最佳男主角獎。志田未來是首位同屆一併奪得「最佳女主角」和「最佳新演員」的女演員。

## 獎項

### 最佳劇集
| 獲獎劇集                      | 總排行 | 總排行                     | 總排行     | 來源  |
| ----------------------------- | ------ | -------------------------- | ---------- | ----- |
| 《我的人生路》 【富士電視台】 | 第一位 | 《我的人生路》             | 富士電視台 | [ 1 ] |
| 《我的人生路》 【富士電視台】 | 第二位 | 《交響情人夢》             | 富士電視台 | [ 1 ] |
| 《我的人生路》 【富士電視台】 | 第三位 | 《我的老大，我的英雄》     | 日本電視台 | [ 1 ] |
| 《我的人生路》 【富士電視台】 | 第三位 | 《我不是無法結婚，是不婚》 | 富士電視台 | [ 1 ] |
| 《我的人生路》 【富士電視台】 | 第五位 | 《小孤島大醫生》           | 富士電視台 | [ 1 ] |
| 《我的人生路》 【富士電視台】 | 第六位 | 《14歲媽媽》               | 日本電視台 | [ 1 ] |
| 《我的人生路》 【富士電視台】 | 第七位 | 《唯一的愛》               | 日本電視台 | [ 1 ] |
| 《我的人生路》 【富士電視台】 | 第八位 | 《功名十字路》             | NHK        | [ 1 ] |
| 《我的人生路》 【富士電視台】 | 第九位 | 《Unfair》                 | 富士電視台 | [ 1 ] |
| 《我的人生路》 【富士電視台】 | 第十位 | 《西遊記》                 | 富士電視台 | [ 1 ] |

### 最佳男主角
| 獲獎者                | 總排行 | 總排行   | 總排行                     | 來源  |
| --------------------- | ------ | -------- | -------------------------- | ----- |
| 草彅剛 《我的人生路》 | 第一位 | 草彅剛   | 《我的人生路》             | [ 1 ] |
| 草彅剛 《我的人生路》 | 第二位 | 阿部寛   | 《我不是無法結婚，是不婚》 | [ 1 ] |
| 草彅剛 《我的人生路》 | 第三位 | 龜梨和也 | 《唯一的愛》《戀愛維他命》 | [ 1 ] |
| 草彅剛 《我的人生路》 | 第四位 | 長瀨智也 | 《我的老大，我的英雄》     | [ 1 ] |
| 草彅剛 《我的人生路》 | 第五位 | 吉岡秀隆 | 《小孤島大醫生》           | [ 1 ] |
| 草彅剛 《我的人生路》 | 第六位 | 玉木宏   | 《交響情人夢》             | [ 1 ] |
| 草彅剛 《我的人生路》 | 第七位 | 山田孝之 | 《白夜行》                 | [ 1 ] |
| 草彅剛 《我的人生路》 | 第八位 | 山下智久 | 《诈欺猎人》               | [ 1 ] |
| 草彅剛 《我的人生路》 | 第九位 | 香取慎吾 | 《西遊記》                 | [ 1 ] |
| 草彅剛 《我的人生路》 | 第十位 | 上川隆也 | 《功名十字路》             | [ 1 ] |

### 最佳女主角
| 獲獎者                | 總排行 | 總排行     | 總排行                              | 來源  |
| --------------------- | ------ | ---------- | ----------------------------------- | ----- |
| 志田未來 《14歲媽媽》 | 第一位 | 志田未來   | 《14歲媽媽》                        | [ 1 ] |
| 志田未來 《14歲媽媽》 | 第二位 | 篠原涼子   | 《Unfair》《新娘犯太歲》            | [ 1 ] |
| 志田未來 《14歲媽媽》 | 第三位 | 上野樹里   | 《交響情人夢》                      | [ 1 ] |
| 志田未來 《14歲媽媽》 | 第四位 | 仲間由紀惠 | 《功名十字路》                      | [ 1 ] |
| 志田未來 《14歲媽媽》 | 第五位 | 宮崎葵     | 《純情閃耀》                        | [ 1 ] |
| 志田未來 《14歲媽媽》 | 第六位 | 米倉涼子   | 《女人心機》《野獸之道》            | [ 1 ] |
| 志田未來 《14歲媽媽》 | 第七位 | 上戶彩     | 《Attention Please》《下北SUNDAYS》 | [ 1 ] |
| 志田未來 《14歲媽媽》 | 第八位 | 天海祐希   | 《主播台女王》                      | [ 1 ] |
| 志田未來 《14歲媽媽》 | 第九位 | 長澤正美   | 《水手服與機關槍》                  | [ 1 ] |
| 志田未來 《14歲媽媽》 | 第十位 | 石原聰美   | 《護士小葵》                        | [ 1 ] |

### 最佳男配角
| 獲獎者                                         | 總排行 | 總排行       | 總排行                                               | 來源  |
| ---------------------------------------------- | ------ | ------------ | ---------------------------------------------------- | ----- |
| 瑛 太 《Unfair》 《交響情人夢》 《戀愛維他命》 | 第一位 | 瑛 太        | 《Unfair》《交響情人夢》《戀愛維他命》               | [ 1 ] |
| 瑛 太 《Unfair》 《交響情人夢》 《戀愛維他命》 | 第二位 | 田中聖       | 《我的老大，我的英雄》《唯一的愛》                   | [ 1 ] |
| 瑛 太 《Unfair》 《交響情人夢》 《戀愛維他命》 | 第三位 | 北村一輝     | 《夜王》《令人討厭的松子的一生》《14歲媽媽》《醫龍》 | [ 1 ] |
| 瑛 太 《Unfair》 《交響情人夢》 《戀愛維他命》 | 第四位 | 小日向文世   | 《我的人生路》                                       | [ 1 ] |
| 瑛 太 《Unfair》 《交響情人夢》 《戀愛維他命》 | 第五位 | 堤真一       | 《水手服與機關槍》                                   | [ 1 ] |
| 瑛 太 《Unfair》 《交響情人夢》 《戀愛維他命》 | 第六位 | 小出惠介     | 《交響情人夢》《美味求婚》                           | [ 1 ] |
| 瑛 太 《Unfair》 《交響情人夢》 《戀愛維他命》 | 第七位 | 武田鐵矢     | 《功名十字路》《白夜行》                             | [ 1 ] |
| 瑛 太 《Unfair》 《交響情人夢》 《戀愛維他命》 | 第八位 | 佐佐木藏之介 | 《我的人生路》《醫龍》《下北SUNDAYS》                | [ 1 ] |
| 瑛 太 《Unfair》 《交響情人夢》 《戀愛維他命》 | 第九位 | 生瀨勝久     | 《14歲媽媽》                                         | [ 1 ] |
| 瑛 太 《Unfair》 《交響情人夢》 《戀愛維他命》 | 第十位 | 伊藤英明     | 《垃圾律師》                                         | [ 1 ] |

### 最佳女配角
| 獲獎者                         | 總排行 | 總排行     | 總排行                           | 來源  |
| ------------------------------ | ------ | ---------- | -------------------------------- | ----- |
| 綾瀨遙 《唯一的愛》 《白夜行》 | 第一位 | 綾瀨遙     | 《唯一的愛》《白夜行》           | [ 1 ] |
| 綾瀨遙 《唯一的愛》 《白夜行》 | 第二位 | 香里奈     | 《我的人生路》《夜王》           | [ 1 ] |
| 綾瀨遙 《唯一的愛》 《白夜行》 | 第三位 | 澤尻英龍華 | 《太陽之歌》                     | [ 1 ] |
| 綾瀨遙 《唯一的愛》 《白夜行》 | 第四位 | 長山藍子   | 《我的人生路》                   | [ 1 ] |
| 綾瀨遙 《唯一的愛》 《白夜行》 | 第五位 | 夏川結衣   | 《我不是無法結婚，是不婚》       | [ 1 ] |
| 綾瀨遙 《唯一的愛》 《白夜行》 | 第五位 | 村上知子   | 《愛上恐龍妹》                   | [ 1 ] |
| 綾瀨遙 《唯一的愛》 《白夜行》 | 第七位 | 田中美佐子 | 《14歲媽媽》                     | [ 1 ] |
| 綾瀨遙 《唯一的愛》 《白夜行》 | 第八位 | 柴咲幸     | 《小孤島大醫生》                 | [ 1 ] |
| 綾瀨遙 《唯一的愛》 《白夜行》 | 第八位 | 水川麻美   | 《西遊記》《交響情人夢》《醫龍》 | [ 1 ] |
| 綾瀨遙 《唯一的愛》 《白夜行》 | 第十位 | 戶田惠梨香 | 《唯一的愛》《辣妹掌門人》       | [ 1 ] |

### 最佳新演員
| 獲獎者                | 總排行 | 總排行     | 總排行                               | 來源  |
| --------------------- | ------ | ---------- | ------------------------------------ | ----- |
| 志田未來 《14歲媽媽》 | 第一位 | 志田未來   | 《14歲媽媽》                         | [ 1 ] |
| 志田未來 《14歲媽媽》 | 第二位 | 村上知子   | 《愛上恐龍妹》                       | [ 1 ] |
| 志田未來 《14歲媽媽》 | 第三位 | 宮崎葵     | 《純情閃耀》                         | [ 1 ] |
| 志田未來 《14歲媽媽》 | 第三位 | 新垣結衣   | 《我的老大，我的英雄》《辣妹掌門人》 | [ 1 ] |
| 志田未來 《14歲媽媽》 | 第五位 | 蒼井優     | 《小孤島大醫生》                     | [ 1 ] |
| 志田未來 《14歲媽媽》 | 第六位 | 上野樹里   | 《交響情人夢》                       | [ 1 ] |
| 志田未來 《14歲媽媽》 | 第六位 | 村川絵梨   | 《风中的小遥》《我的老大，我的英雄》 | [ 1 ] |
| 志田未來 《14歲媽媽》 | 第八位 | 榮倉奈奈   | 《甜心啦啦隊》                       | [ 1 ] |
| 志田未來 《14歲媽媽》 | 第九位 | 香里奈     | 《我的人生路》                       | [ 1 ] |
| 志田未來 《14歲媽媽》 | 第九位 | 本假屋唯香 | 《我的人生路》                       | [ 1 ] |

### 最佳劇本
| 獲獎者                  | 總排行 | 總排行     | 總排行                               | 來源  |
| ----------------------- | ------ | ---------- | ------------------------------------ | ----- |
| 橋部敦子 《我的人生路》 | 第一位 | 橋部敦子   | 《我的人生路》                       | [ 1 ] |
| 橋部敦子 《我的人生路》 | 第二位 | 井上由美子 | 《14歲媽媽》                         | [ 1 ] |
| 橋部敦子 《我的人生路》 | 第三位 | 北川悦吏子 | 《唯一的愛》                         | [ 1 ] |
| 橋部敦子 《我的人生路》 | 第四位 | 尾崎将也   | 《我不是無法結婚，是不婚》           | [ 1 ] |
| 橋部敦子 《我的人生路》 | 第五位 | 大石静     | 《功名十字路》                       | [ 1 ] |
| 橋部敦子 《我的人生路》 | 第六位 | 大森美香   | 《我的老大，我的英雄》《风中的小遥》 | [ 1 ] |
| 橋部敦子 《我的人生路》 | 第七位 | 佐藤嗣麻子 | 《Unfair》                           | [ 1 ] |
| 橋部敦子 《我的人生路》 | 第八位 | 吉田紀子   | 《小孤島大醫生》                     | [ 1 ] |
| 橋部敦子 《我的人生路》 | 第九位 | 衛藤凛     | 《交響情人夢》                       | [ 1 ] |
| 橋部敦子 《我的人生路》 | 第十位 | 森下佳子   | 《白夜行》                           | [ 1 ] |

### 最佳主題曲
| 獲獎歌曲                             | 總排行 | 總排行      | 總排行             | 總排行                 | 來源  |
| ------------------------------------ | ------ | ----------- | ------------------ | ---------------------- | ----- |
| 獲獎歌曲                             | 排名   | 歌手        | 歌曲               | 劇集                   | 來源  |
| ありがとう 主唱：SMAP 《我的人生路》 | 第一位 | SMAP        | ありがとう         | 《我的人生路》         | [ 1 ] |
| ありがとう 主唱：SMAP 《我的人生路》 | 第二位 | Mr.Children | 印記               | 《14歲媽媽》           | [ 1 ] |
| ありがとう 主唱：SMAP 《我的人生路》 | 第三位 | TOKIO       | 宙船               | 《我的老大，我的英雄》 | [ 1 ] |
| ありがとう 主唱：SMAP 《我的人生路》 | 第四位 | KAT-TUN     | 在我們的城市裡     | 《唯一的愛》           | [ 1 ] |
| ありがとう 主唱：SMAP 《我的人生路》 | 第五位 | 可苦可樂    | 櫻花               | 《護士小葵》           | [ 1 ] |
| ありがとう 主唱：SMAP 《我的人生路》 | 第六位 | 絢 香       | I believe          | 《輪舞曲》             | [ 1 ] |
| ありがとう 主唱：SMAP 《我的人生路》 | 第六位 | 山下智久    | 擁抱我 小姐        | 《诈欺猎人》           | [ 1 ] |
| ありがとう 主唱：SMAP 《我的人生路》 | 第八位 | 中島美雪    | 銀の龍の背に乗って | 《小孤島大醫生》       | [ 1 ] |
| ありがとう 主唱：SMAP 《我的人生路》 | 第九位 | 倖田來未    | 戀愛花蕾           | 《愛上恐龍妹》         | [ 1 ] |
| ありがとう 主唱：SMAP 《我的人生路》 | 第十位 | 柴咲幸      | 影                 | 《白夜行》             | [ 1 ] |

## 相關連結
- TV LIFE年度日劇大賞第16回得獎名單 （页面存档备份，存于）